# Перелік пам'яток історії Іваничівського району
В Іваничівському районі Волинської області станом на 2008 р. нараховується 48 пам'яток історії.
| № п/п | Охорон ний номер | Місцезнаходження пам'ятника, його адреса | Найменування пам'ятника                                                            | Датування | Автор                                  | Дата споруд ження | Дата і № рішення облвиконкому (адміністрації), постанови Кабінету Міністрів України про взяття пам'ятника під охорону | На чиєму утриманні знаходиться  |
| ----- | ---------------- | ---------------------------------------- | ---------------------------------------------------------------------------------- | --------- | -------------------------------------- | ----------------- | --- | ------------------------------- |
| 1.    | 101              | смт. Іваничі                             | Меморіальний комплекс на честь радянських воїнів, партизан та воїнів-земляків      | 1941-1945 | Бець В. Д.                             | 1976              | 267-р від 25.08.86р.                                                                                                  | Виконкому Іваничівської сел./р  |
| 2.    | 101а             | смт. Іваничі                             | Могила Героїв Радянського Союзу Д. З. Тарасова і Б. Д. Єрьоміна                    |           | Бець В. Д.                             |                   | 267-р від 25.08.86р.                                                                                                  | Виконкому Іваничівської сел./р  |
| 2.    | 771              | смт. Іваничі                             | Могила Лелюкова Ю. М.                                                              | 1949-1984 |                                        | 1986              | 267-р від 25.08.86р.                                                                                                  | Виконкому Іваничівської сел./р  |
| 3.    | 88               | с. Біличі                                | Пам'ятник землякам                                                                 | 1941-1945 | Попович Б. В.                          | 1970              | 267-р від 25.08.86р.                                                                                                  | Виконкому Заболотцівської с/р   |
| 4.    | 37               | с. Бортнів                               | Могила братська радянських воїнів                                                  | 1944      |                                        |                   | 415-р від 22.06.99р.                                                                                                  | Виконкому Бужанківської с/р     |
| 5.    | 35               | с. Будятичі                              | Могила братська радянських воїнів                                                  | 1944      |                                        |                   | 415-р від 22.06.99р.                                                                                                  | Виконкому Старолішнянської с/р  |
| 6.    | 89               | с. Бужанка                               | Пам'ятник землякам                                                                 | 1941-1945 | Львівська кераміко-скульптурна фабрика | 1970              | 267-р від 25.08.86р.                                                                                                  | Виконкому Бужанківської с/р     |
| 7.    | 321              | с. Грибовиця                             | Пам'ятник землякам                                                                 | 1941-1945 | Кронгауз Г. Л.,Жуля П.                 | 1971              | 477-р від 28.11.75р.                                                                                                  | Виконкому Соснинської с/р       |
| 8.    | 90               | с. Гряди                                 | Пам'ятник землякам                                                                 | 1941-1945 | БойкоВ. Є. , Расіна З. І.              | 1969              | 360-р від 04.08.69р.                                                                                                  | Виконкому Грядівської с/р       |
| 9.    | 91               | с. Жашковичі                             | Пам'ятник землякам                                                                 | 1941-1945 | Бойко В. Є.,Расіна З. І.               | 1969              | 360-р від 04.08.69р.                                                                                                  | Виконкому Жашковичівської с/р   |
| 10.   | 47               | с. Жашковичі                             | Могила О.Шума («Вовчака»), заступника командира військової округи «Турів» УПА      | 1944      |                                        |                   | 415-р від 22.06.99р.                                                                                                  | Виконкому Жашковичівської с/р   |
| 11.   | 317              | с. Заболотці                             | Могила братська прикордонників і начальника 11-ї прикордонної застави О. К. Уткіна | 1941      | Місцеві майстри                        | 1949              | 477-р від 28.11.75р.                                                                                                  | Виконкому Заболотцівської с/р   |
| 12.   | 102              | с. Заболотці                             | Пам'ятник на честь воїнів-прикордонників                                           | 1941      | Місцеві майстри                        | 1967              | 360-р від 04.08.69р.                                                                                                  | Виконкому Заболотцівської с/р   |
| 13.   | 93               | с. Заболотці                             | Пам'ятник землякам                                                                 | 1941-1945 | Майко, Консулов А. Д.                  | 1967              | 360-р від 04.08.69р.                                                                                                  | Виконкому Заболотцівської с/р   |
| 14.   | 92               | с. Завидів                               | Пам'ятник землякам та радянським воїнам                                            | 1941-1945 | Чайка Я. І.                            | 1969              | 360-р від 04.08.69р.                                                                                                  | Виконкому Завидівської с/р      |
| 15.   | 46               | с. Завидів, ур. Прощаниця                | Могила братська воїнів УПА                                                         | 1943      |                                        |                   | 415-р від 22.06.99р.                                                                                                  | Виконкому Завидівської с/р      |
| 16.   | 260              | с. Заставне                              | Пам'ятник на честь воїнів-прикордонників                                           | 1941      | Жила І. М.                             | 1949              | 176-р від 10.05.73р.                                                                                                  | Виконкому Заболотцівської с/р   |
| 17.   | 459              | с. Заставне                              | Пам'ятник радянським воїнам та землякам                                            | 1941-1945 | Львівська кераміко-скульптурна фабрика | 1976              | 457-р від 16.10.78р.                                                                                                  | Виконкому Заболотцівської с/р   |
| 18.   | 460              | с. Клопочин                              | Пам'ятник землякам                                                                 | 1941-1945 | Якутін                                 | 1976              | 457-р від 16.10.78р.                                                                                                  | Виконкому Павлівської с/р       |
| 19.   | 94               | с. Колона                                | Пам'ятник на честь радянських воїнів і воїнів-односельчан                          | 1941-1945 | Попович Б. В.                          | 1969              | 360-р від 04.08.69р.                                                                                                  | Виконкому Жашковичівської с/р   |
| 20.   | 557              | с. Кречів                                | Пам'ятник прикордонникам 9-ї застави                                               | 1941      |                                        | 1978              | 65-р від 10.02.82р.                                                                                                   | Виконкому Мовниківської с/р     |
| 21.   | 95               | с. Литовеж                               | Пам'ятник землякам                                                                 | 1941-1945 | Львівська кераміко-скульптурна фабрика | 1970              | 267-р від 25.08.86р.                                                                                                  | Виконкому Литовезької с/р       |
| 22.   | 318              | с. Литовеж                               | Пам'ятник на честь воїнів-прикордонників                                           | 1941      | Місцеві майстри                        | 1968              | 477-р від 28.11.75р.                                                                                                  | Виконкому Литовезької с/р       |
| 23.   | 319              | с. Литовеж                               | Пам'ятник на честь радянських активістів                                           | 1941      | Місцеві майстри                        | 1968              | 477-р від 28.11.75р.                                                                                                  | Виконкому Литовезької с/р       |
| 24.   | 96               | с. Луковичі                              | Пам'ятник землякам                                                                 | 1941-1945 | Біленко В.                             | 1970              | 267-р від 25.08.86р.                                                                                                  | Виконкому Луковичівської с/р    |
| 25.   | 320              | с. Милятин                               | Могила полкового комісара Жилякова Г. І.                                           | 1941      | Місцеві майстри                        | 1963              | 477-р від 28.11.75р.                                                                                                  | Виконкому Милятинської с/р      |
| 26.   | 97               | с. Милятин                               | Пам'ятник землякам                                                                 | 1941-1945 | Самотос І. М.                          | 1977              | 267-р від 25.08.86р.                                                                                                  | Виконкому Милятинської с/р      |
| 27.   | 661              | с. Милятин                               | Могила майора П. М. Бурикіна                                                       | 1941      |                                        | 1978              | 142-р від 29.04.84р.                                                                                                  | Виконкому Милятинської с/р      |
| 28.   | 662              | с. Милятин                               | Могила невідомого радянського воїна                                                | 1941      |                                        | 1978              | 142-р від 29.04.84р.                                                                                                  | Виконкому Милятинської с/р      |
| 29.   | 886              | с. Милятин                               | Могила лейтенанта Литвинова                                                        | 1944      |                                        | 1991              | 265-р від 24.12.91р.                                                                                                  | Виконкому Милятинської с/р      |
| 30.   | 261              | с. Мишів                                 | Пам'ятник землякам                                                                 | 1941-1945 | Майко О. Ф., Бойко В. Є.               | 1969              | 176-р від 10.03.73р.                                                                                                  | Виконкому Мишівської с/р        |
| 31.   | 461              | с. Мовники                               | Пам'ятник землякам                                                                 | 1941-1945 | Якушин                                 | 1975              | 457-р від 16.10.78р.                                                                                                  | Виконкому Мовниківської с/р     |
| 32.   | 462              | с. Морозовичі                            | Пам'ятник землякам                                                                 | 1941-1945 | Штерн- Штейн                           | 1972              | 457-р від 16.10.78р.                                                                                                  | Виконкому Старолішнянської с/р  |
| 33.   | 98               | с. Павлівка                              | Пам'ятник землякам                                                                 | 1941-1945 | Бойко В. Є., Расіна З. І.              | 1969              | 360-р від 04.08.69р.                                                                                                  | Виконкому Павлівської с/р       |
| 34.   | 781              | с. Павлівка                              | Пам'ятний знак військовим з'єднанням, які визволяли село                           | 1944      |                                        | 1985              | 267-р від 25.08.86р.                                                                                                  | Виконкому Павлівської с/р       |
| 35.   | 885              | с. Павлівка                              | Могила братська поляків — жертв війни                                              | 1943      |                                        | 1991              | 265-р від 24.12.91р.                                                                                                  | Виконкому Павлівської с/р       |
| 36.   | 322              | с. Переславичі                           | Пам'ятник землякам                                                                 | 1941-1945 | Кушнір І. Ю.                           | 1969              | 477-р від 28.11.75р.                                                                                                  | Виконкому Переславичівської с/р |
| 37.   | 883              | с. Переславичі                           | Могила невідомого радянського воїна                                                | 1944      |                                        | 1991              | 265-р від 24.12.91р.                                                                                                  | Виконкому Переславичівської с/р |
| 38.   | 884              | с. Переславичі                           | Місце масового розстрілу євреїв                                                    | 1942      |                                        | 1991              | 265-р від 24.12.91р.                                                                                                  | Виконкому Переславичівської с/р |
| 39.   | 780              | с. Петрове                               | Пам'ятник на місці загибелі Героя Радянського Союзу В.Петрова                      | 1941      |                                        | 1985              | 267-р від 25.08.86р.                                                                                                  | Виконкому Поромівської с/р      |
| 40.   | 99               | с. Поромів                               | Пам'ятник землякам                                                                 | 1941-1945 | Кушнір І. Ю.                           | 1969              | 360-р від 04.08.69р.                                                                                                  | Виконкому Поромівської с/р      |
| 41.   | 323              | с. Радовичі                              | Пам'ятник землякам                                                                 | 1941-1945 | Попович, Хмелер                        | 1971              | 477-р від 28.11.75р.                                                                                                  | Виконкому Радовичівської с/р    |
| 42.   | 324              | с. Риковичі                              | Пам'ятник землякам                                                                 | 1941-1945 | Майко О. Ф.                            | 1971              | 477-р від 28.11.75р.                                                                                                  | Виконкому Риковичівської с/р    |
| 43.   | 100              | с. Соснина                               | Пам'ятник землякам                                                                 | 1941-1945 | Біленко В.                             | 1969              | 360-р від 04.08.69р.                                                                                                  | Виконкому Соснинської с/р       |
| 44.   | 262              | с. Стара Лішня                           | Пам'ятник землякам                                                                 | 1941-1945 | Бець В. Д. Величко І.                  | 1967              | 176-р від 10.05.73р.                                                                                                  | Виконкому Старолішнянської с/р  |
| 45.   | 325              | с. Топилище                              | Пам'ятник землякам                                                                 | 1941-1945 | Терлецький, Мотика Я. М.               | 1971              | 477-р від 28.11.75р.                                                                                                  | Виконкому Риковичівської с/р    |
| 46.   | 612              | с. Трубки                                | Могила комсомолки О. М. Заєць                                                      | 1948      | Львівська кераміко-скульптурна фабрика | 1970              | 65-р від 10.02.82р.                                                                                                   | Виконкому Переславичівської с/р |
| 47.   | 882              | с. Трубки                                | Могила невідомого радянського воїна                                                | 1944      |                                        | 1991              | 265-р від 24.12.91р.                                                                                                  | Виконкому Переславичівської с/р |
| 48.   | 44               | с. Шахтарське                            | Могила братська радянських воїнів                                                  | 1944      |                                        |                   | 415-р від 22.06.99р.                                                                                                  | Виконкому Бужанківської с/р     |
|       |                  |                                          |                                                                                    |           |                                        |                   | |                                 |

## Джерело
- Пам'ятки Волинської області